# Maria Georgatou

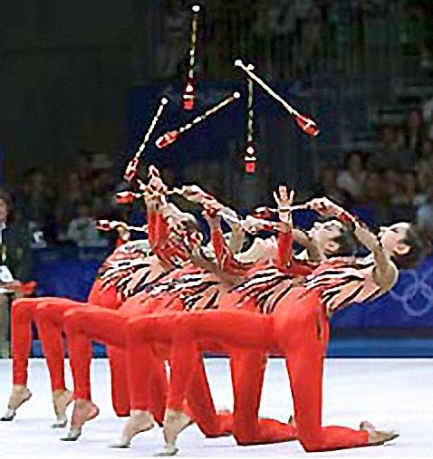
Die griechische Auswahl bei den Spielen 2000 in Sydney

Maria Georgatou; griechisch Μαρία Γεωργάτου, (* 10. Mai 1984 in Athen) ist eine ehemalige griechische Sportlerin der Rhythmischen Sportgymnastik.

## Sportliche Erfolge
| Wettbewerb | Ort      | Formation | Mehrkampf | 5X     | 3X+2X  |
| ---------- | -------- | --------- | --------- | ------ | ------ |
| EM 1999    | Budapest | Gruppe    | Gold      | Gold   | Gold   |
| WM 1999    | Osaka    | Gruppe    | Silber    | Gold   | Gold   |
| OS 2000    | Sydney   | Gruppe    | Bronze    | Bronze | Bronze |